# Nicolas Jenson
Nicolas Jenson (Sommevoire, circa 1430 – Venezia, 1480) è stato un tipografo e incisore di caratteri francese che lavorò a Venezia, dove fu il più importante stampatore dopo Giovanni e Vindelino da Spira e prima di Aldo Manuzio.

## Biografia

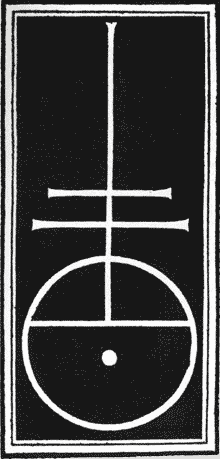
La croce di Lorena sul cerchio, marca tipografica di Jenson

Maestro della zecca di Tours, nel 1458 il re di Francia lo inviò a Magonza a studiare l'invenzione di Johannes Gutenberg, che aveva realizzato i primi caratteri tipografici mobili utilizzando una lega metallica composta da piombo, stagno e antimonio. Rimase in Germania fino al 1468, anno della morte di Gutenberg. Apprese così l'arte della stampa a caratteri mobili.
Non è noto dove visse Jenson tra il 1462 e il 1469. Se approdò a Venezia prima del 1470, è molto probabile che abbia lavorato per Giovanni da Spira, che per primo aveva installato una tipografia nella città lagunare. Il tipografo tedesco godeva di un privilegio che gli assicurava il monopolio di tale attività per cinque anni; la sua morte, avvenuta tra il 1469 e il 1470, fece decadere il privilegio scatenando un'accesa concorrenza. Jenson decise allora di aprire una propria stamperia, la prima di un maestro non tedesco nella città lagunare.
Tra il 1470 e il 1480 lavorò a Venezia, dove fu tra i protagonisti dell'affermazione della città lagunare come centro propulsore dell'arte della stampa in età moderna. Si deve alla sua padronanza dell'arte dell'intaglio e del disegno, acquisita prima ancora di dedicarsi alla stampa, la precisione della veste tipografica delle sue prime edizioni. Alla sua morte Andrea Torresano acquistò i materiali della società del grande editore francese.
Jenson è ritenuto l'inventore dell'«Antiqua», uno dei più raffinati caratteri tipografici tondi del Quattro-Cinquecento.

Sui suoi caratteri romani forse si modellò poi l'elzeviro.
Per i suoi meriti papa Sisto IV lo nominò nel 1475 conte palatino.
Il 29 maggio 1480, dopo anni di rivalità industriale e commerciale, fu stipulato un contratto di società con la stamperia di Giovanni da Colonia (appena morto) e almeno ancora per tutto il 1481 (quando anche Jenson era già morto) furono pubblicati libri con la sottoscrizione "charactere impensaque optimorum Iohannis de Colonia Nicolai Jenson sociorumque".
Il 7 settembre 1480 Nicolas Jenson, "sano di mente, ma infermo di corpo", fece testamento davanti al notaio Hyeronimo Bonycardi. La sua morte è da collocarsi poco dopo.

## Principali opere stampate
- Cornelio Nepote, Vita Attici, 1470 (editio princeps)
- Cicerone, De inventione, 1470 (editio princeps)
- Cicerone o Cornificio, Rhetorica ad Herennium, 1470 (editio princeps)
- Marco Giuniano Giustino, Historiarum Philippicarum T. Pompeii Trogi, 1470 (editio princeps)
- Cicerone, Epistulae ad Brutum, Ad Quintum fratrem, e Ad Atticum, 1470 (editio princeps)
- Cicerone, Epistulae ad familiares, 1471
- Cornelio Nepote, Vitae Imperatorum, 1471 (editio princeps)
- Macrobio, In somnium Scipionis e Saturnalia, 1472 (editio princeps)
- Columella, De re rustica, 1472 (editio princeps)
- Plinio, Naturalis Historia (1472)
- Marco Porcio Catone, 1472 (editio princeps)
- Solino, Collectanea rerum memorabilium (1473)
- Diomede Grammatico, 1476 (editio princeps)
- Nonio Marcello, 1476
- Eusebius Pamphili de Praeparatione Evangelica (traduzione di Giorgio di Trebisonda)
- Biblia latina (1476)
- Plinio, Historia naturale, tradotta in fiorentino da Cristoforo Landino (1476).
- Decretum Gratiani (1477 - seconda edizione cum glossa, 1478)
- Plutarchi Vitae (1478)